# Великий Істок
Великий Істо́к (рос. Большой Исток) — селище у складі Сисертського міського округу Свердловської області.
Населення — 7281 особа (2010, 6729 у 2002).
До 12 жовтня 2004 року селище мало статус селища міського типу.

## Мешканці
В селищі народився Ладейщиков Віктор Леонідович (1928—1987) — український радянський живописець.